# Język bihari
Języki bihari (बिहारी) – zbiorcze określenie języków maithili, bhodźpuri, magadhi i innych bytów językowych na terenie indyjskiego stanu Bihar oraz przygranicznych terenach Nepalu. Zaliczane są one do wschodniej grupy języków indoaryjskich, wraz z bengalskim, orija i asamskim. 
Ze względu na fakt, że językiem administracji i szkolnictwa w stanie Bihar jest hindi, użytkownicy tych języków mają stosunkowo niskie poczucie tożsamości językowej (nie dotyczy to języka maithili), pomimo wypracowania bogatej literatury ludowej (pieśni i opowiadania) w tych językach. 